# Glypta longula
Glypta longula là một loài tò vò trong họ Ichneumonidae.